# (1769) Carlostorres
(1769) Carlostorres – planetoida z grupy pasa głównego planetoid okrążająca Słońce w ciągu 3 lat i 79 dni w średniej odległości 2,18 au. Została odkryta 25 sierpnia 1966 roku w obserwatorium w Córdobie przez Zenona Pereyrę. Nazwa planetoidy pochodzi od Carlosa Guillermo Torresa (1910–1965), astronoma obserwatorium w Córdobie oraz Carlosa Torresa, chilijskiego astronoma. Przed jej nadaniem planetoida nosiła oznaczenie tymczasowe (1769) 1966 QP.